# Nagaoka-kyō

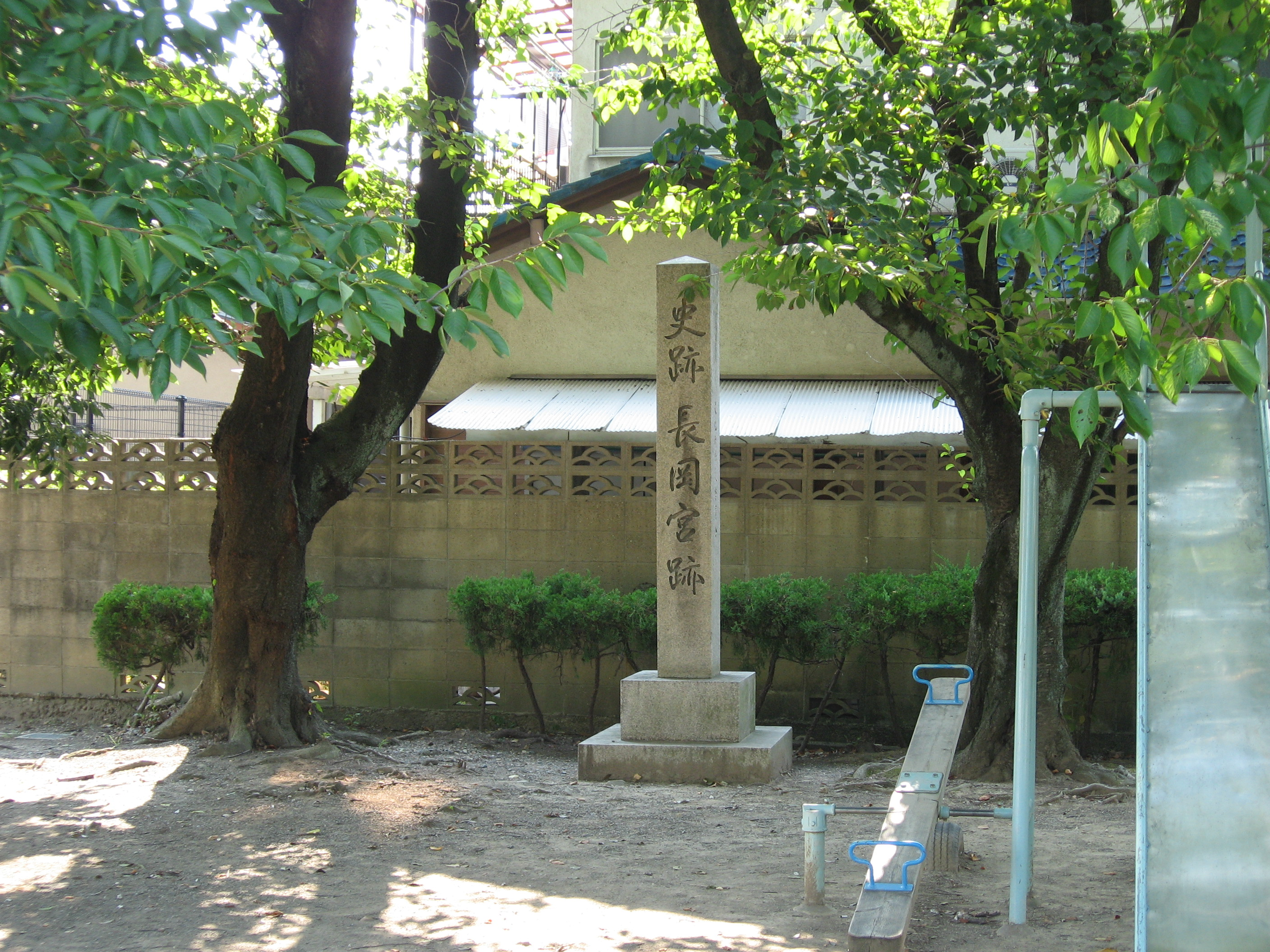
Gedenkstele in Mukō an der Stelle des früheren Palastes

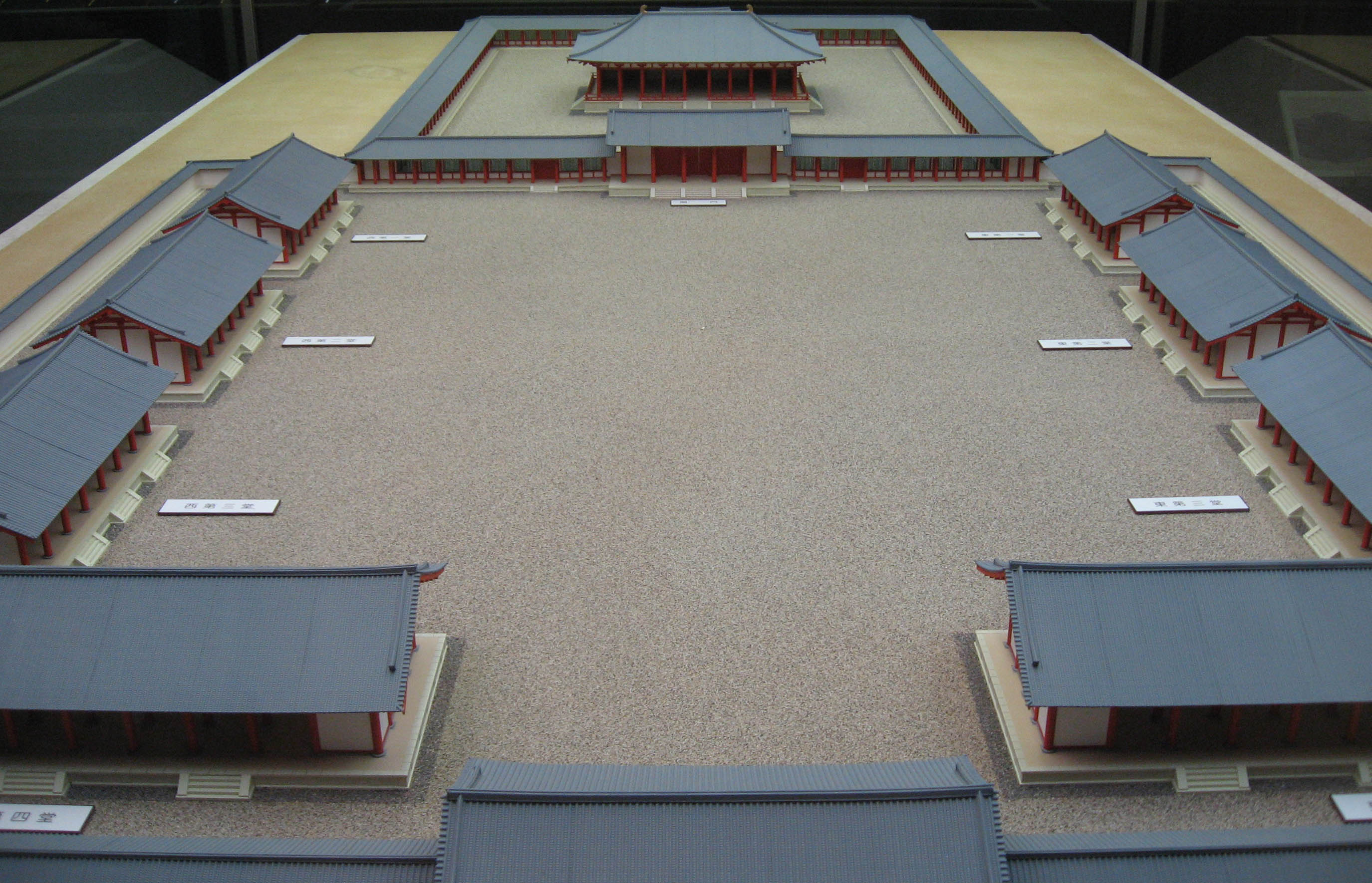
Modell der Chōdō-in (朝堂院) in der die Staatsangelegenheiten geregelt wurden im Kulturmuseum der Stadt Mukō

Nagaoka-kyō (jap. 長岡京, dt. „Kaiserliche Residenzstadt Nagaoka“) war von 784 bis 794 die Hauptstadt Japans. Ihre überlieferte Lage war der Otokuni-gun/Otokuni no kōri in der Provinz Yamashiro. Die heutige Lage in der Präfektur Kyōto ist die Stadt Nagaokakyō, die 1949 aus drei Dörfern gebildet wurde, die südliche Hälfte von Mukō, sowie kleine Teile des benachbarten Kyōtoer Stadtbezirk Nishikyō-ku im Nordwesten. Sowohl die drei Dörfer als auch Mukō befanden sich im Otokuni-gun.

## Geschichte
784 verlegte der Kammu-tennō die Hauptstadt Japans von Heijō-kyō nach Nagaoka-kyō. Nach dem Shoku Nihongi war der Grund für die Verlegung die besseren Transportmöglichkeiten über die Flüsse. Es spielten jedoch auch ein Entkommen vom buddhistischen Einfluss und den Feindseligkeiten gegenüber seiner koreanischen Mutter am alten Hof eine Rolle.
785 wurde der Beauftragte für die neue Hauptstadt, Fujiwara no Tanetsugu (藤原種継), ermordet. Der Bruder des Tennō, Prinz Sawara (早良親王, Sawara-shinnō), der darin verwickelt war, wurde in die Provinz Awaji verbannt, starb jedoch auf dem Weg dorthin. Schon im Jahre 794 verlegte der Kammu-tennō die Hauptstadt nach Heian-kyō. Gründe für die erneute Verlegung der Hauptstadt waren die stetigen Überflutungen durch die Flüsse, die daraus resultierenden Krankheiten, die auch die Gemahlin des Tennō und den Kronprinzen befielen, sowie die Furcht vor der Rache des verstorbenen Prinzen Sawara.
Bis zu den Ausgrabungen durch den Oberschullehrer Shuichi Nakayama (中山 修一) im Jahre 1954 wurde Nagaoka-kyō für eine Phantomhauptstadt gehalten.